# Спомен-биста Јовану Скерлићу у Београду
Спомен-биста Јовану Скерлићу  је споменик у Београду. Налази се на Калемегдану у општини Стари град.

## Опште карактеристике
Спомен биста постављена је 1967. године, а рад је српског вајара Градимира Алексића. Јован Скерлић (Београд, 20. август 1877 — Београд, 15. мај 1914) био је српски књижевник и књижевни критичар.